# 松村正清
松村 正清（まつむら まさきよ、1941年 - 2021年3月28日）は、日本の電子工学者。東京工業大学名誉教授。元応用物理学会会長。

## 人物・経歴
群馬県生まれ。1964年東京工業大学電子工学科卒業。1972年東京工業大学工学博士。2000年応用物理学会会長。東京工業大学大学院理工学研究科教授を経て、2001年東京工業大学名誉教授。
父は、中島飛行機の技師、松村健一。

## 著書
- 『電子デバイス 1』（古川静二郎と共著）昭晃堂 1979年
- 『電子デバイス 2』（古川静二郎と共著）昭晃堂 1980年
- 『半導体デバイス工学演習』昭晃堂 1982年
- 『集積回路工学』朝倉書店 1986年
- 『半導体デバイス』昭晃堂 1986年